# Metropolia Galveston-Houston
Metropolia Galveston-Houston – metropolia Kościoła rzymskokatolickiego obejmująca wschodnią część stanu Teksas w Stanach Zjednoczonych.
Katedrą metropolitarną jest bazylika Niepokalanego Poczęcia Najświętszej Maryi Panny w Galveston z konkatedrą Najświętszego Serca Pana Jezusa w Houston.

## Podział administracyjny
Metropolia jest częścią regionu X (AR, OK, TX)
- Archidiecezja Galveston-Houston
- Diecezja Austin
- Diecezja Beaumont
- Diecezja Brownsville
- Diecezja Corpus Christi
- Diecezja Tyler
- Diecezja Victoria w Teksasie

## Metropolici
- Joseph Fiorenza (2004–2006)
- Kardynał Daniel DiNardo (2006-2025)
- Joe Vásquez  (od 2025)